# 亞洲學報
《亞洲學報》（法語：Le Journal asiatique）是法國亞洲協會為推進對亞洲的研究而於1822年創立的會刊。 
《亞洲學報》自創刊至今從未中斷。現為由法國國家科學研究中心資助的半年刊。